# 癲狗日報
《癲狗日報》（英語：Mad Dog Daily，1996年3月18日—1998年7月9日、2018年3月18日—2022年1月3日），是由黃毓民於1996年創辦的香港私營中文報紙，於1998年停刊。直至2018年以網上版重新復刊，2022年1月停運。報刊兩次營運期間，均由梁錦祥任總編輯。

## 歷史

### 創刊背景
《癲狗日報》由香港著名時事評論員及前任立法會議員黃毓民於1996年3月18日創刊，創刊立場以「反共、反董（建華）」作賣點，也是當時其中一份短時間內停刊的香港中文報刊，售價為五港元。其時第一任總編輯為游清源，第二任為MyRadio台長梁錦祥，記者包括張帝莊及羅嘉慶，娛樂版編輯為筆名「皮亞」的影評人林震宇。
該報紙內容點評時事、世界大事，也有重點的賽馬消息。但報紙銷量未如理想，其後改為純馬經，提供獨家賽馬貼士及內幕消息，做到「有錢齊齊搵」（有錢一起賺）的信念，賣點為黃毓民強大的人際網絡，隨時收到馬場內幕消息，管有一隊人馬專門負責「收風」，及建立了一個價值以數百萬計的賽馬資料庫，但銷量依然未見起色，最終停刊。當時另設「毓民贏馬熱線」，聲稱提供「獨家贏馬堅料，保證必中」，收費每六秒一港元，後亦因生意慘淡而停辦。1997年10月10日，黃毓民再創辦改為《癲狗周刊》，創刊號以中華民國國旗作封面，標題為「國民黨不舉，黃毓民扯旗」，並附送該旗幟乙面，售價改為本書20港元，比市面其他周刊貴了不少；不過黃毓民辯稱《癲狗周刊》物有所值，並指「睇完《癲狗周刊》，條氣都順啲，命都長啲」（看完《癲狗周刊》，血氣都順，命都長），1998年7月9日，《癲狗周刊》停刊。

### 網上版
2018年3月18日，癲狗日報推出網上版復刊，以眾籌為資金來源，而以保障香港言論自由等作為賣點，並設名家專欄、《癲狗馬經》、《癲狗波經》、《癲狗生活》等欄目。文章報道堅持使用粵語地名和人名，堅拒使用大陸用字。
2019年反修例運動爆發後，癲狗大規模擴充人手，更增設專業團隊提供高清直播，在各區報道示威即時新聞。
2020年臺灣大選，癲狗派出採訪團前往臺北等地進行現場報道。

## 事件及爭議

### 反修例示威遭受警暴
《癲狗日報》因應其報道及採訪風格較行內激進，和政府部門及官員經常針鋒相對，不時被香港警察及支持政府和撐警人士襲擊及針對。《癲狗》記者亦曾因採訪而多次遭恐嚇、襲擊、拘捕，甚至嚴重受傷。特別在反修例運動期間，《癲狗》多名記者屢受香港警察粗暴對待，2019年7月27日記者陸寵文（吹水文）於元朗採訪光復元朗示威期間，於西邊圍村入口被一枚催淚彈擊中腹部、同年11月香港理工大學衝突攝影記者李亨利於理大採訪期間被水炮車射中頭部，後腦落地，導致後腦骨折，須做手術抽走腦中瘀血、另一名攝影記者鄭凱帆在同年12月15日晚於旺角採訪期間，遵從要求企於行人路後，突被多名蒙面警員使用胡椒噴霧噴面及無理使用警棍狂毆頭和背部並濫捕，扣留1日後獲准保釋。
2020年2月8日晚上，示威者反對把於將軍澳富寧路的普通科診所作處理COVID-19輕症之用，以及當日適逢科大學生周梓樂墮樓身亡三個月之時，大批市民前往將軍澳區內聚集。警其後方多番以暴力清場，包括向記者作出濫捕，《癲狗日報》一名英國籍陳姓記者亦多次被警察喝罵及暴力制服作拘捕。

### 遭警方拒絕入內採訪
《癲狗日報》於2018年復刊後，已於政府新聞處新聞發布系統上登記成為傳媒機構，號碼為106，並根據香港法例第268章《本地報刊註冊條例》再次註冊。然而，於2020年9月24日，欲採訪消防處記者會的《癲狗日報》記者，卻遭香港警察拒絕進入沙田瀝源邨火警現場範圍內。

## 停運
受立場新聞高層大搜捕及《眾新聞》停止營運事件影響，2022年1月3日，《癲狗日報》的媒體網站和Youtube頻道停止更新，所有新聞報道和影片亦全部撤下。創辦人黃毓民在其網台MyRadio節目《毓民踩場》中確認，癲狗停止運作，遣散所有員工，公司重心轉移至臺灣，並稱可能會在臺灣復刊。
《癲狗日報》是《港區國安法》在港實施後，繼《前哨》（2020年7月1日）、《壹周刊》（2021年6月23日）、《蘋果日報》（2021年6月24日）、《852郵報》（2021年6月27日）、《米報》（2021年7月1日）、《加山傳播》（2021年11月4日）、《知線新聞》（2021年12月28日）、《立場新聞》（2021年12月29日）、《香港網絡廣播電台》（2021年12月29日）、《香港獨媒新聞》（2022年1月1日）、《眾新聞》（2022年1月2日），停止營運的香港媒體。

## 沿革

### 紙本
- 《癲狗日報》，1996年3月18日—1997年10月9日
- 《癲狗周刊》，1997年10月10日—1998年7月9日

### 網上版
- 《癲狗日報》，2018年3月18日—2022年1月3日